# Тимошин, Андрей Васильевич
Андре́й Васи́льевич Тимо́шин (2 ноября (по другим данным 2 февраля) 1909, Москва — 17 марта 1985, Москва) — советский боксёр довоенных лет, выступавший в полусредней и средней весовых категориях. Трёхкратный чемпион СССР, заслуженный мастер спорта, заслуженный тренер СССР. Долгие годы возглавлял отдел бокса Спорткомитета СССР, был главным тренером сборной команды страны по боксу. Также известен как теоретик бокса, разработавший тактику ведения боя на средней дистанции и технику боя боксера-левши. Единственный советский судья, которому присвоено звание почетного судьи международной категории АИБА. За выдающиеся спортивные заслуги награждён орденом «Знак почёта».

## Биография
Родился в Москве 2 ноября 1909 года в семье служащего. После окончания школы-семилетки с 1927 по 1934 годы работал механиком на телефонной станции. Начал заниматься боксом в 1927 году у тренера Александра Фёдоровича Гетье, первый свой официальный бой провёл в 1928 году. Выступал за спортивное общество «Динамо». На чемпионате СССР 1934 года завоевал золотую медаль в полусреднем весе (до 67 кг). В следующем году стал бронзовым призёром первенства страны, а через год вернул себе звание сильнейшего полусредневеса СССР. В 1939 году завоевал свою третью золотую медаль национального первенства, но уже в следующем, среднем весе (до 73 кг). На протяжении 1931—1937 годов встречался на ринге с боксёрами Англии, Дании, Норвегии, Франции, Чехословакии и Швеции. Из 9 международных боёв 6 выиграл, 2 проиграл и 1 свёл к ничьей. Тимошин был одним из первых советских боксёров, освоивших ведение боя на средней дистанции, искусное владение левой рукой при подготовке и проведении атак. Выступал на соревнованиях до 1944 года. Всего за карьеру провёл 71 бой, в 56 из которых вышел победителем (в том числе в 4 — нокаутом), 14 проиграл и 1 свёл к ничьей. В 1948 году Всесоюзной секцией бокса был включён в список восемнадцати выдающихся боксёров страны, а также получил звание заслуженного мастера спорта СССР.
После завершения спортивной карьеры Андрей Тимошин остался в боксе, реализовав себя на тренерском и судейском поприщах. Ещё в 1935—1937 годах он учился в Высшей школе тренеров при ГЦОЛИФК, по окончании которой совмещал выступления на ринге с работой тренером по боксу в спортивном обществе «Динамо».
В 1930-х годах, ещё во время активных выступлений на ринге, Тимошин вместе с другой первой перчаткой страны Виктором Михайловым некоторое время тренировал увлекавшегося тогда боксом Василия Сталина.
Другим воспитанником Тимошина был Юрий Матулевич-Ильичёв, ставший впоследствии Заслуженным тренером СССР.
С 1950 по 1953 год Андрей Тимошин являлся тренером сборной команды этой организации. В 1953 году был главным тренером сборной страны по боксу. Под его руководством команда стала победительницей I Международных дружественных спортивных игр молодежи в Бухаресте. С 1953 по 1971 годы работал главным тренером отдела бокса Спорткомитета СССР. В 1962 году Андрею Васильевичу было присвоено звание заслуженного тренера СССР.
Звание судьи всесоюзной категории Тимошину было присвоено в 1945 году, а в 1952 году он стал первым из советских судей, удостоенным звания судьи международной категории АИБА. Также Тимошин являлся единственным советским судьей, которому было присвоено звание почетного судьи АИБА. В 1955 году Андрей Васильевич был признан "Лучший судья на ринге на 11-м чемпионате Европы по боксу" (Западный Берлин).
Скончался 17 марта 1985 года, похоронен на Кузьминском кладбище в Москве.